# Komunistyczna Partia Jordanii
Komunistyczna Partia Jordanii (arab. الحزب الشیوعی الاردنی, Hizb al-Szujuijj al-Urduni) – partia komunistyczna działająca w Jordanii od 1948 roku. Obecnie sekretarzem generalnym jest Faraj Al-Tameezi. Partyjna gazeta nosi tytuł "Masy" (arab. الجماهير , Al-Dżamahir).

## Historia
W czerwcu 1951 roku do KPJ przyłączyli się palestyńscy komuniści z Zachodniego Brzegu. W kolejnych latach bastionem partii stał się właśnie Zachodni Brzeg, a większość działaczy i przywódców była pochodzenia palestyńskiego. Partia miała wówczas poparcie wśród miejskiej inteligencji w Nablusie i Jerozolimie oraz była aktywna w rejonie Salfit, Ramallah, Betlejem i Jerycha. Wówczas głównym organem prasowym partii był miesięcznik "Al-Mukawama asz-Szabijja" (المقاومة الشعبية).
W 1953 roku partia została zdelegalizowana, jednak tworzyła wiele organizacji, m.in. Front Narodowy, który w 1955 roku zdobył jedno miejsce w parlamencie. Szczyt poparcia dla partii przypadł na lata 1956-1957 i kryzys sueski. W wyborach z 1956 roku Front Narodowy zdobył trzy miejsca w parlamencie, jeden z jego posłów został ministrem, wielu uwięzionych działaczy zwolniono z więzień, a jej czasopisma mogły wrócić do oficjalnego obiegu.
Okres liberalizacji był krótki, bowiem już w styczniu 1957 roku król Husajn ibn Talal oskarżył komunistów o kolaborację z Izraelem, komunistycznych posłów aresztowano, a jej działalności zakazano. W połowie lat 60. XX wieku Departament Stanu USA szacował liczbę członków partii na 500 osób. Ugrupowaniem wstrząsały też wewnętrzne podziały, wynikające z tego, że p.o. sekretarza generalnego Fahmi as-Salfiti postulował porozumienie z królem i sprzeciwiał się stosowaniu przemocy. Jego frakcja była w sporze na tym tle z emigracyjnym kierownictwem, w tym z sekretarzem generalnym Fu'adem Nasarem.
W latach 70. doszło do sporu pomiędzy komunistami jordańskimi i działaczami z Zachodniego Brzegu, którzy zbliżyli się do Organizacji Wyzwolenia Palestyny i poparli działania zmierzające do utworzenia państwa palestyńskiego. Kierownictwo emigracyjne powołało w 1970 r. zbrojną milicję al-Ansar, która miała działać pod nadzorem KPJ, Komunistycznej Partii Syrii i Irackiej Partii Komunistycznej, ale nie odegrała większej roli i została rozwiązana w 1975 roku.
W 1975 roku stronnictwo al-Salfitiego na Zachodnim Brzegu ogłosiło secesję z partii i powstanie Organizacji Młodych Palestyńskich Komunistów. Reszta działaczy zreorganizowała się w Palestyńską Organizację Komunistyczną, będącą filią KPJ. POK oddzieliła się 10 lutego 1982 roku jako Palestyńska Partia Komunistyczna.
W styczniu 1993 roku Komunistyczna Partia Jordanii została formalnie zalegalizowana.

## Program
Ugrupowanie odwołuje się do ideologii marksizmu-leninizmu. Za swoje główne cele uznaje m.in.:
- utrzymanie politycznej oraz rozwijanie ekonomicznej niezależności Jordanii,
- obronę praw ekonomicznych i społecznych wszystkich grup społecznych (w szczególności robotników, chłopów oraz innych grup o niskich dochodach),
- walkę o zwiększenie udziału osób pracujących w dochodzie narodowym, poprzez rozwinięcie systemu sprawiedliwego podziału dochodu narodowego oraz uczynienie usług publicznych dostępnymi dla osób najbardziej potrzebujących,
- obronę praw kobiet w zakresie możliwości pracy oraz dostępu do edukacji,
- rozwijanie i promocja jordańskiej kultury narodowej,
- rozwój wzajemnych stosunków arabskich
- praca na rzecz ustanowienia międzynarodowego systemu gospodarczego opartego na równości i poszanowaniu wzajemnych interesów między różnymi krajami i narodami świata.